# Ben McKee
Benjamin Arthur McKee (né le 7 avril 1985) est un musicien, auteur-compositeur et réalisateur artistique américain. Il est le bassiste du groupe de pop rock Imagine Dragons.

## Jeunesse
Ben McKee grandit à Forestville, en Californie, et est diplômé du Lycée El Molino (en). Il joue de la guitare acoustique et du violon dans son enfance, avant d’apprendre la contrebasse en cinquième année. Au lycée, il continue d’étudier la guitare basse au sein d’un trio de jazz, ce qui influence sa décision d’intégrer le Berklee College of Music,. Durant ses études à Berklee, Ben joue dans un ensemble de guitares avec ses futurs coéquipiers de Imagine Dragons, Wayne Sermon et Daniel Platzman.

## Carrière
En 2009, Ben McKee est invité par Wayne Sermon à rejoindre Imagine Dragons, alors basé à Las Vegas. Il quitte son dernier semestre à Berklee pour intégrer le groupe et invite Daniel Platzman à assurer la batterie, complétant ainsi la formation. Le groupe s’installe à Las Vegas et joue presque tous les soirs comme groupe de lounge, perfectionnant son style,,. Le groupe remporte plusieurs récompenses locales dont « Meilleur CD 2011 » (Vegas SEVEN), « Meilleur groupe indie local 2010 » (Las Vegas Weekly (en)) et « Nouvelle attraction scénique incontournable de Las Vegas » (Las Vegas CityLife (en)). En novembre 2011, ils signent avec Interscope Records et collaborent avec le producteur Alex da Kid.
En 2012, leur premier album, Night Visions, connaît un succès grand public. Il atteint la 2e place du Billboard 200 et remporte le Billboard Music Award du meilleur album rock en 2014. Le single It's Time (en) devient leur premier tube en atteignant la 15e place du Billboard Hot 100. Le second, Radioactive, atteint la 3e place, est certifié diamant et devient la chanson rock la plus vendue selon Nielsen SoundScan. Demons, troisième single, atteint la 6e place du Billboard Hot 100. Night Visions est l’album le mieux classé d’un nouveau groupe rock depuis 2006. Le titre Radioactive bat un record avec 23 semaines en tête du classement Billboard Hot Rock Songs. L’album place également plusieurs titres en tête des classements rock, alternatif et pop. Radioactive est nommé deux fois aux Grammy Awards 2014 et remporte celui de la meilleure performance rock.
En 2015, leur second album Smoke + Mirrors atteint la première place des classements Billboard 200, UK Albums Chart et Canadian Albums Chart,. Les singles incluent I Bet My Life, Gold (en) et Shots.
Depuis, le groupe publie quatre albums supplémentaires : Evolve (2017), Origins (2018), Mercury – Acts 1 & 2 (2022) et Loom (2024). Imagine Dragons participe également à plusieurs bandes originales de films, comme Ready Aim Fire pour Iron Man 3, Who We Are pour Hunger Games : L'Embrasement et Battle Cry pour Transformers : L'Âge de l'extinction. En septembre 2014, Warriors est publié avec un clip animé pour le Championnat du monde de League of Legends. En octobre 2021, le groupe collabore avec J.I.D pour créer Enemy, thème de la série animée Arcane. En août 2023, le morceau Children of the Sky, inspiré de Starfield, est publié en partenariat avec Bethesda Softworks.

## Philanthropie
En février 2021, Ben McKee annonce qu’il fera un don de 1 000 dollars par jour à des causes caritatives pendant un an. Il soutient des associations telles que UndocuFund (aide aux familles latinas), Positive Images (mentorat pour jeunes LGBTQIA+), des banques alimentaires (Redwood Empire Food Bank, Food for Thought) ou encore Bird Rescue Center (sauvetage d’animaux sauvages).